# Nałęczów
Nałęczów este un oraș în Polonia.